# Oberea praedita
Oberea praedita là một loài bọ cánh cứng trong họ Cerambycidae.